# Swiatosław Syrota
Swiatosław Anatolijowycz Syrota, ukr. Святослав Анатолійович Сирота (ur. 1 października 1970 w Kijowie) – ukraiński piłkarz, trener i działacz piłkarski, prezydent Profesjonalnej Piłkarskiej Ligi Ukrainy (2008-2010).

## Kariera
W 1994 ukończył katedrę piłki nożnej w Ukraińskim Państwowym Uniwersytecie Wychowania Fizycznego i Sportu w Kijowie.
W młodości uprawiał piłkę nożną, w latach 1987–1998 występował w klubach Dynamo Kijów, Weres Równe, Dnipro Dniepropietrowsk, Gazowik-Gazprom Iżewsk i Dustlik Taszkent.
W 2001 trenował juniorską reprezentację Ukrainy U-16 (rocznik 1986). Od 2002 do 2004 pracował na stanowisku sekretarza technicznego Federacji Piłki Nożnej Kijowa. Od 2004 związany z Profesjonalną Piłkarską Ligą Ukrainy, gdzie początkowo pełnił funkcję inspektora, a następnie sekretarza odpowiedzialnego, a od lipca 2008 dyrektora wykonawczego. 16 grudnia 2008 został wybrany Prezydentem Profesjonalnej Piłkarskiej Ligi Ukrainy, funkcje którego pełnił do 4 marca 2010.
Od stycznia 2015 pracował jako członek Komisji Kontrolno-Dyscyplinarnej Federacji Piłki Nożnej Ukrainy. W sezonie 2015/16 pełnił rolę dyrektora sportowego mołdawskiego Zarea Bielce. Potem do 10 października 2016 był wiceprezesem SK Zugdidi. We wrześniu 2018 stał na czele Rady Nadzorczej klubu Prykarpattia Iwano-Frankiwsk.

## Sukcesy i odznaczenia

### Sukcesy klubowe
- brązowy medalista Mistrzostw Ukrainy: 1995, 1996
- finalista Pucharu Ukrainy: 1995

### Odznaczenia
- tytuł Mistrza Sportu Ukrainy: 1995